# Franz Liebhard
Franz Liebhard (din 1949 pseudonim literar al lui Robert Reiter) (n. 6 iunie 1899, Timișoara – d. 18 decembrie 1989) a fost inițial un poet de limba maghiară și ulterior un scriitor de limba germană, traducător, originar din Banat.
Tatăl său era de origine germană, iar mama sa, slovacă. Deși în familie nu vorbea limba maghiară, a urmat o școală de prestigiu cu limba de predare maghiară din Timișoara (unde a studiat și Arnold Hauser).
Limba prin care a pătruns în lumea literaturii și a științelor a fost maghiara. A citit din literatura modernistă apărută în publicația "Nyugat" (Vest), fondată în 1908, dar și din literatura de avangardă promovată în special de revistele"A Tett" (Acțiunea) și "Ma" (Astăzi), fundate de Lajos Kassák în 1915, respectiv 1916. Mai târziu, Reiter va face adesea referire la aceste periodice, care circulau la școală și în familie, alături de publicații în limba germană, ca "Der Sturm" (Furtuna).
În Banat coexistau mai multe culturi, deoarece aici conlocuiau, de secole, români, maghiari, sârbi, germani și evrei. Prin urmare, trecerea lui Reiter de la limba germană la cea maghiară poate fi privită ca o "opțiune culturală". Deși la începutul liceului nu știa aproape deloc limba maghiară, la vârsta de 17 ani cunoștea limba atât de bine încât, împreună cu câțiva prieteni a înființat o revistă literară, numită "Holnap" („Mâine”). Cu toate că administrația școlii a interzis revista după apariția primului număr, Reiter a continuat să publice poezie expresionistă. În 1917 devenise un contribuitor regulat la revista "Ma", publicată de Lajos Kassák la Budapesta.
Reiter a studiat la Universitatea din Budapesta, devenind una din figurile principale ale cercului lui Kassák. Talentul său este remarcat și de editorii și contribuitorii revistei moderniste "Nyugat". Mai târziu, Reiter își amintește că a purtat discuții cu Mihály Babits și Ernő Osvát, care l-au invitat să publice în revista lor. Dar, în acea perioadă, Reiter își orienta discursul spre expresionismul militant și spre instituțiile literare care îl promovau.
După revoluția din 1919 din Ungaria, Reiter s-a întors la Timișoara, de curând devenită parte a României. În același timp, Kassák și foștii lui colaboratori pleacă în exil în lumea largă, fiind declarați indezirabili în Ungaria. Kassák, împreună cu câțiva membri ai grupului său, între care și Tibor Déry  s-a dus la Viena, unde a reînființat revista "Ma", care a funcționat între anii 1920 și 1925.
În acest timp, Reiter lucrează la Timișoara ca editor al unor ziare social-democrate, publicate în germană și maghiară.
În 1922, Reiter se alătură din nou cercului "Ma" din Viena, contribuind cu poezii, traduceri (din Arthur Rimbaud, Guillaume Apollinaire și alții ) și chiar cu două eseuri: Vázlat: Társadalom, művész, művészet (Schiță: Societate, Artist, Artă) și Dogma, szkepszis, konstrukció (Dogmă, Scepticism, Construcție). Aceste texte dezvăluie o personalitate matură, marcată de lecturile sale de filozofie și de studiile de filozofie, urmate la Universitatea din Viena.
Dificultățile financiare îl obligă să se întoarcă la Timișoara în 1924, unde reia activitatea de jurnalist. În acest moment începe metamorfozarea sa, prin trecerea de la limba maghiară spre limba germană. În 1926 încetează să mai scrie poezie în limba maghiară, și își modifică semnătura, din Reiter Róbert, poet maghiar, în Robert Reiter, jurnalist german. După câțiva ani reîncepe să scrie poezie, dar în limba germană. Aceste poezii vor începe să fie publicate sub pseudonimul Franz Liebhard, (numele unui prieten decedat ), nume sub care va deveni celebru printre cititorii din România.
Unul din motivele pentru care a renunțat să scrie poezie în limba maghiară a fost criza poeziei avangardiste de la sfârșitul anilor '20. Bine-cunoscutele reviste "Ma", "Genius"și "Periszkop" și-au încetat apariția în jurul anului 1926.
Din 1919 a început să apară, în Banat, ziarul de limbă germană "Schwäbische Volkspresse". Ulterior, denumirea acestuia s-a schimbat în "Banater Deutsche Zeitung". Publicația era mijlocul de exprimare al comunității de șvabi bănățeni. Primul redactor-șef a fost Franz Xaver Kappus 
În vara anului 1925, Reiter a devenit redactor al publicației "Banater Deutsche Zeitung", al cărei redactor-șef a fost în perioada 1929 - 1941. O dată cu conformitatea impusă de naționl-socialiștii germani, publicația și-a schimbat titlul în "Südostdeutsche Tageszeitung, Ausgabe Banat", unde a rămas până în august 1944, pentru a pune în practică o nouă politică culturală, sub conducerea altui redactor-șef. În această perioadă a publicat și traducerea în limba germană a cuoscutei balade populare românești Miorița.
În ianuarie 1945, Reiter a fost deportat în Uniunea Sovietică, într-un lagăr de muncă forțată. La întoarcerea sa, în 1948, s-a reintegrat în viața culturală a germanilor din Banat, reorientată pe căile marxism-leninismului de Partidul Comunist Român.
În anii ’50, Franz Liebhard a elaborat un întreg ciclu de Poezii despre Lenau, format din șase sonete, pe care le-a adaptat șabloanelor poeziei teziste din acea vreme. Prin sonetul Lenauheim, Liebhard îl aduce pe cititor în actualitate: la adunarea poporului, la C.A.P.-uri, scriind versuri precum:
Sepp se întoarce acasă seara pe camion,
Își plimbă privirea senină peste silueta emblematică,
Îi trage un chiot de se aude până la stele.
Simbolismul său stângaci se vrea un mesaj clar: prezentul socialist a înlăturat toate tensiunile, astfel încât urmașii lui Lenau din Lenauheim pot trăi o viață fericită.
În 1953, în cadrul Teatrului de Stat din Timișoara (Deutsches Staatstheater Temeswar), pe lângă trupa română au fost înființate și secțiile germană și maghiară. Secretar literar al trupei a devenit Robert Reiter (Franz Liebhard) care, împreună cu actorul și dramaturgul Hans Kehrer a tradus în limba germană piesa „Oamenii de azi” de Lucia Demetrius, piesă care a fost pusă în scenă de Rudolf Schati, în 11 decembrie 1953.. A lucrat la acest teatru până în 1968.
Ca o încercare de a se opune asimilării culturale a șvabilor, Liebhartd a inițiat în 1968 la Timișoara cenaclul literar german „Adam Müller-Guttenbrunn”, pe care l-a prezentat ca pe un socialist transnațional, deși el fusese un naționalist șvab.
În 1969 Franz Liebhard a vorbit în public despre "colegul " său Robert Reiter. Prin aceasta voia să arate ruptura între cele două etape ale vieții sale, trecerea de la poeziile de avangardă semnate Robert Reiter, înainte de război, la poetica postbelică cu formă și ritm clasice, semnate Franz Liebhard. Cazul său pare a fi unic în istoria literaturii, o adevărată trinitate, Reiter Róbert, Robert Reiter și Franz Liebhard.
Este tatăl jurnalistei Helga Reiter-Ciulei.

## Scrieri
- Schwäbische Chronik, 1952
- Der Türkenschatz, Erzählungen, ESPLA București, 1958
- Glückauf! Gedichte, ESPLA București, 1959
- Gedichte, Editura tineretului, București, 1964
- Menschen und Zeiten Aufsätze und Studien, Editura Kriterion, București, 1970
- Miniaturen aus vier Jahrzehnten, Editura Kriterion, București, 1972
- Banater Mosaik Beiträge zur Kulturgeschichte, Editura Kriterion, București, 1976
- Temeswarer Abendgespräch. Historien, Bilder u.a. Prosa, Editura Facla, Timișoara 1977
- "Abends ankern die Augen", 1989 (poezii, în majoritate traduse din limba maghiară de Erika Scharf)
- Elsüllyedt dal (Cântec scufundat). Poezii, articole, interviuri în limba maghiară. Pref., ed. Balázs Imre József, Editura Kriterion, Cluj Napoca, 2016.

## Distincții
- Ordinul Muncii clasa a III-a (21 august 1954) „pentru merite deosebite pe tărîmul construcției de stat, economice, sociale și culturale, cu ocazia celei de a zecea aniversări a eliberării patriei noastre”[11]
- Ordinul Meritul Cultural clasa a III-a (6 noiembrie 1967) „pentru merite deosebite în domeniul artei dramatice”[12]

În cadrul unei festivități ce a avut loc la sediul Uniunii Scriitorilor din București, au fost decernate premii literare speciale pe anul 1977. Dintre acestea, două au revenit unor membri ai Asociației Scriitorilor din Timișoara - Franyó Zoltán și Franz Liebhard, atribuite pentru întreaga activitate literară desfășurată de-a lungul anilor“ Premii speciale pentru scriitori timișoreni Arhivat în 4 decembrie 2007, la Wayback Machine.